# Richland megye (Montana)
Richland megye az Amerikai Egyesült Államokban, azon belül Montana államban található. Megyeszékhelye és legnagyobb városa Sidney. Lakosainak száma 11 491 fő (2020. április 1.). Richland megye Roosevelt, Dawson, Wibaux, McCone, McKenzie és Williams megyékkel határos.

## Népesség
A megye népességének változása:
| Lakosok száma | 9739 | 10 142 | 10 817 | 11 214 | 11 960 | 11 491 |
|               | 2010 | 2011   | 2012   | 2013   | 2015   | 2020   |